# 卡斯卡柳里库
卡斯卡柳里库是巴西米纳斯吉拉斯州的一个市镇。总面积367.732平方公里，总人口2799人，人口密度7.6人/平方公里。